# 鲍勃·威尔
鲍勃·威尔（英語：Bob Will，1925年4月20日—2019年10月14日），美国男子赛艇运动员。他曾代表美国参加1948年夏季奥林匹克运动会赛艇比赛，获得男子四人单桨有舵手金牌。